# Нізамуддін Аулія
Султан-ул-Машайх Назрат Хаджа Нізамуддін Аулія (1238 — 3 квітня 1325) — один з найбільш значимих суфійських святих з ордену Чішті (цей орден вірив у наближення до бога через відмовлення від світських насолод та службу людству). Разом зі своїми попередниками, Мойнуддіном Чішті, Бакхтіаром Какі і Фарідуддіном Ґанджшакаром, він входив до духовного ланцюжку або сілсіли ордену Чішті в Індії.
Нізамуддін Аулія наполягав на службі людству, доброті й гуманності. Вважається, що його вплив був настільки сильним, що він навіть змінив загальну релігійну парадигму мусульман Делі 14 століття, зокрема він привів до підсилення містицизму, молитов, відходу від світу.
Він похований у Мавзолеї Нізамуддіна в Делі.